# Nicolás Prieto
Nicolás Santiago Prieto Larrea (Montevideo, Uruguay; 5 de septiembre de 1992) es un futbolista uruguayo que se desempeña como volante central y su actual equipo es el Manta Fútbol Club de la Serie A de Ecuador.

## Debut
Realizó las divisiones formativas, desde séptima división, en Nacional, siendo promovido al plantel principal en la temporada 2012. Prieto debutó en el primero de Nacional el 20 de febrero de 2013, en México frente al Toluca, por la Copa Libertadores 2013. Ingresó a los 84 minutos del partido, en sustitución de Juan Albín. Entre sus características físicas están, su estatura es de 1,73 metros y su peso de 65 kilogramos, su pierna hábil es la derecha.

## Selección nacional
Prieto ha conformado el plantel del seleccionado sub-15, sub-17 y sub-20 de Uruguay.Ha sido internacional con la Selección Sub-20 de Uruguay en el Campeonato Sudamericano Sub-20 de 2011. También disputó la Copa Mundial de Fútbol Sub-20 de 2011.

### Participaciones en Copas del Mundo
| Mundial                  | Sede     | Resultado        | Partidos | Goles |
| ------------------------ | -------- | ---------------- | -------- | ----- |
| Copa Mundial Sub-17 2009 | Nigeria  | Cuartos de final | 4        | 0     |
| Copa Mundial Sub-20 2011 | Colombia | Fase de grupos   | 2        | 0     |

## Clubes
| Club           | País    | Año         |
| -------------- | ------- | ----------- |
| Nacional       | Uruguay | 2013 - 2016 |
| Boston River   | Uruguay | 2016        |
| Rampla Juniors | Uruguay | 2017        |
| Danubio        | Uruguay | 2018 - 2020 |
| Manta F. C.    | Ecuador | 2021 - act. |

## Estadísticas
| Club                  | Temporada           | Liga | Liga | Copas Internacionales | Copas Internacionales | Total | Total |
| Club                  | Temporada           | PJ   | G    | PJ                    | G                     | PJ    | G     |
| --------------------- | ------------------- | ---- | ---- | --------------------- | --------------------- | ----- | ----- |
| Nacional · Uruguay    | 2012/13             | 8    | 0    | 3                     | 0                     | 11    | 0     |
| Nacional · Uruguay    | 2013/14             | 12   | 0    | 5                     | 0                     | 17    | 0     |
| Nacional · Uruguay    | Total               | 20   | 0    | 8                     | 0                     | 28    | 0     |
| Manta F. C. · Ecuador | 2021                | 0    | 0    | -                     | -                     | 0     | 0     |
| Manta F. C. · Ecuador | Total               | 0    | 0    | -                     | -                     | 0     | 0     |
| Total en su carrera   | Total en su carrera | 20   | 0    | 8                     | 0                     | 28    | 0     |

## Palmarés

### Torneos oficiales
| Título              | Club     | País    | Año     |
| ------------------- | -------- | ------- | ------- |
| Torneo Apertura     | Nacional | Uruguay | 2014    |
| Campeonato Uruguayo | Nacional | Uruguay | 2014-15 |